# У крепостной стены. Пусть войдут
«У крепостно́й стены. „Пусть войду́т“»  — произведение русского художника Василия Верещагина (1871) в жанре батальной живописи. Входит в подсерию «Варвары» («Героическая поэма») Туркестанской серии художника. Впервые представлена на персональной выставке Верещагина, прошедшей в марте 1874 года в Санкт-Петербурге. В настоящее время экспонируется в Государственной Третьяковской галерее в Москве.

## История создания
Картина «У крепостной стены. „Пусть войдут“» была написана Верещагиным в 1871 году впечатлением обороны русской армией крепости Самарканд, состоявшейся в 1868 году, свидетелем которой был художник.

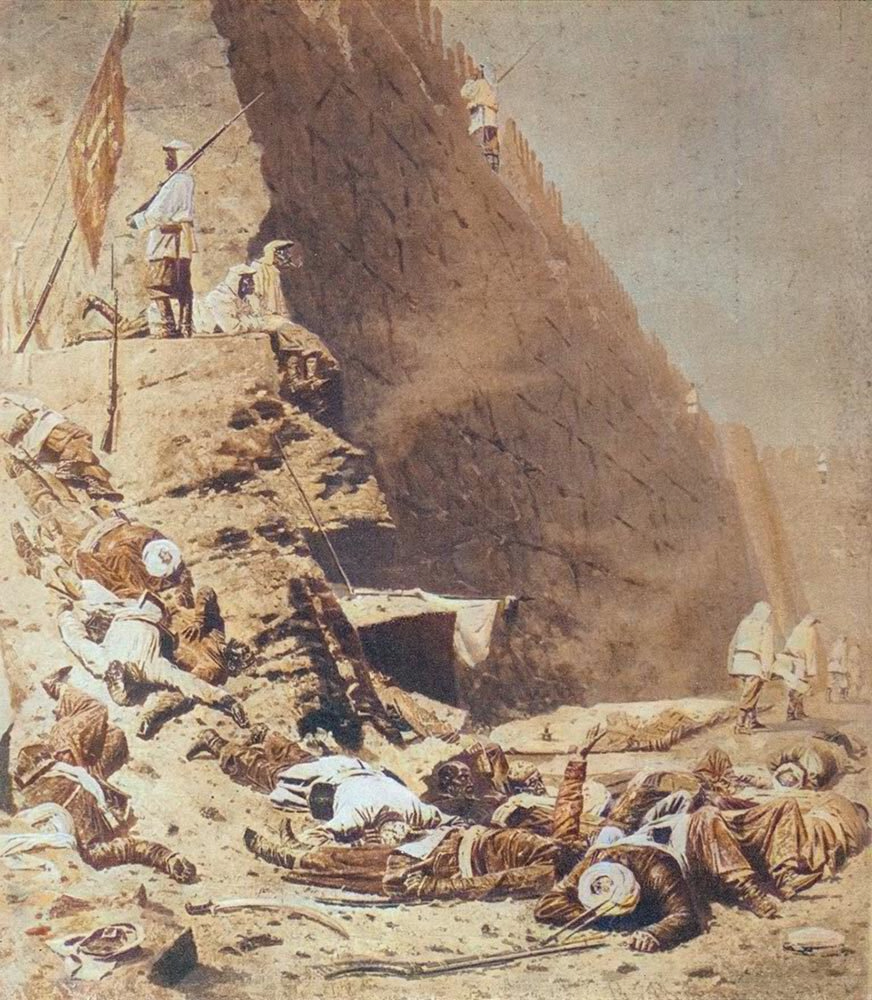
У крепостной стены. Вошли (колоризованный эскиз)

Считается, что Верещагин написал две картины на этот сюжет. Вторая под названием «У крепостной стены. Вошли» изображала последствия боя у стен крепости. Она получила крайне жёсткие отзывы со стороны критиков, и художник уничтожил её вместе с несколькими другими картинами Туркестанской серии.

## Композиция
Композиция картины представляет собой многофигурный сюжет, в котором батальная живопись соседствует с жанровой, познавательной, соединяясь в единый исторический рассказ. На картине изображена вытянутая вдоль стены самаркандской крепости рота солдат, напоминающая праздничную колонну, однако художественный образ автором здесь развернут в другом смысловом ключе — воины не маршируют громко и победоносно, как на параде, а в ожидании нападения врага замерли и притаились. На фоне знойной погоды возникает ощущение мучительных минут перед развязкой, к которой зритель подводится автором с невольным желанием дорисовать в своем воображении успешно отражённую атаку противника.